# برناردو فيغا كارلوس
برناردو فيغا كارلوس (بالإسبانية: Bernardo Vega Carlos)‏ هو سياسي مكسيكي، ولد في 25 سبتمبر 1957 في المكسيك. حزبياً، نشط في الحزب الثوري المؤسساتي. وقد انتخب عضو مجلس النواب المكسيك.